# A társadalmi reform előrehaladása a kontinensen
A társadalmi reform előrehaladása a kontinensen című cikksorozat Friedrich Engels első angliai tartózkodása (1842. november 29. – 1844. augusztus 26.) idején született műveinek kiemelkedő darabja. A két részből álló munka 1843 május–júniusában íródott, s a The New Moral World  című owenista szocialista lap november 4. és 18-i számaiban jelent meg először, angol nyelven, F. Engels aláírással. A mű leglényegesebb gondolata egy tudományos következtetés, mely szerint a kommunizmus eszmekörének és társadalmi mozgalmának kialakulása nem véletlenszerű, hanem szükségszerű történelmi folyamat, mivel Angliában, Franciaországban és Németországban illetve Svájcban egymástól függetlenül, a fejlődés inherens folyamatának eredményeként jutottak el hozzá.

## A társadalmi reform előrehaladása a kontinensen

### Franciaország
A franciaországi kommunizmus fejlődésének fő vonása, hogy a legtisztábban politikai formában jelentkezett. A kommunizmus eredete kapcsán, Engels csak utal Babeufre, mivel az többé-kevésbé ismert Angliában. A kommunizmust egy elejtett definícióban úgy jellemzi, mint valódi szabadságot és valódi egyenlőséget. Babeuf kommunizmusát igen primitívnek és felszínesnek találja.
Engels meghatározásában Saint-Simon nem kommunistaként jelenik meg, hanem társadalmi reformerként, akinek kritikája tanulságos lehet az angol olvasók számára. Saint-Simonnak csak egy szektát és néhány kolóniát sikerült alapítania, melyet Engels egyértelmű kudarcnak nyilvánít. Bírálta különcségüket és túlzásaikat, – amivel nevetségessé váltak –, a miszticizmusukat, gazdasági elveiket, mely a munka és tehetség szerinti elosztást alkalmazza szabályozó elvként. „Egy német republikánus, Börne, erről az elvről helyesen jegyezte meg, hogy a tehetséget, ahelyett, hogy jutalmaznák, inkább természetadta előnynek kell tekinteni; következésképp, az egyenlőség helyreállítása végett, levonást kell eszközölni a tehetségesek részesedéséből.” – fűzte hozzá Engels, amely félreérthetetlenül bizonyítja, hogy az egyenlőséget a kommunizmus egyik központi kategóriájának tekinti.
Engels Fourier-t sokkal értékesebbnek, filozofikusabbnak, tudományosabbnak tartja, szabad munka elméletének néhány lényeges gondolatát tömören ismerteti:
„Fourier mondta ki először a társadalmi filozófiának azt a nagy alaptételét, hogy mivel minden egyénben van hajlam vagy előszeretet a munka valamely különös fajtája iránt, az összes egyének eme hajlamainak összege egészében véve megfelelő erő arra, hogy mindenkinek a szükségleteit kielégítsék. Ebből az elvből következik, hogy ha minden egyén követheti saját hajlamait, ha azt csinálhatja és azt mellőzheti, ami neki tetszik, akkor minden ember szükségleteit ki lehet elégíteni a jelenlegi társadalmi rendszer által alkalmazott erőszakos eszközök nélkül. Ez az állítás merésznek tűnik, mégis, Fourier érvelését követve, megtámadhatatlan, szinte magától értetődik – olyan, mint a Kolumbusz tojása. Fourier kimutatja, hogy minden ember bizonyos fajta munka iránti hajlammal született, hogy az abszolút lustaság képtelenség – ilyesmi soha nem volt és nem is lehet; hogy az emberi elme lényege az, hogy önmaga aktív legyen és a testet aktivitásra sarkallja; s hogy, következésképp, nem szükséges az embereket erőszakkal aktivitásra kényszeríteni, mint a most fennálló társadalmi rendben, csupán helyes irányba kell terelni természetes aktivitásukat. Bebizonyítja továbbá a munka és az élvezet azonosságát, és megmutatja, mennyire észszerűtlen a jelenlegi társadalmi rendszer, amely a kettőt elválasztja egymástól: a munkát fáradsággá változtatja, az élvezetet pedig elérhetetlenné teszi a dolgozók többsége számára. Kifejti azután, hogy észszerű feltételek között miként válhat a munka azzá, ami a rendeltetése – élvezetté, azáltal hogy mindenki követheti a saját hajlamait.”
A továbbiakban méltatja, hogy Fourier megismertette „a szövetkezés előnyét, sőt – szükségességét”, de az owenizmusban ez közismert, így a téma érintése után tovább megy, s rátér a bírálatra. Lényeges következetlenségnek tartja, hogy Fourier „nem törli el a magántulajdont”:
„Fourier falanszterjeiben vagy szövetkezeti gazdaságaiban vannak gazdagok és szegények, tőkések és munkások. Az összes tagok tulajdona egy közös alapot alkot, a szövetkezet kereskedelmi, mezőgazdasági és ipari tevékenységet folytat, a jövedelmet elosztják a tagok között: egy részét munkabér formájában, másik részét a jártasság és a tehetség jutalmaképpen, a harmadik részét pedig mint a tőke kamatát. Így aztán hiába a szövetkezésről meg a szabad munkáról hangoztatott sok szép elmélet, hiába a kereskedelmet, az önzést meg a konkurenciát ostorozó sok felháborodott szónoklat: gyakorlatilag ez a régi konkurencia-rendszer, csak javított alapokon; liberálisabb elveken nyugvó szegénytörvény-bastille”
Ezek után felhívja a figyelmet legtehetségesebbnek tartott publicistájukra, Victor Prosper Considerant-ra, és lapjukra a „Phalange”-ra, majd megemlíti a fourierizmus angliai képviselőjeként Hugh Dohertyt. Saint-Simon és Fourier ismertetése politikamentességük sommás kritikájával végződik: „Fentebb mondottam, hogy mindennek, ami Franciaországban országos jelentőségűvé akar válni, politikai természetűnek kell lennie, különben kudarcot vall. Saint-Simon és Fourier egyáltalán nem törődtek a politikával, terveik ezért nem váltak a nemzet közkincsévé, csak szűk körben vitatkoztak róluk.”
Az alábbiakban rátér a „modern francia kommunizmusra”, melynek keletkezéséről csak annyit közöl, hogy: az 1830-as forradalom kudarca ösztönözte létrejöttét; köztársasági érzelmű munkások között született Franciaország nagyvárosaiban; tantételeiben sok tekintetben visszanyúlt Babeuf-höz; s többnyire titkos társaságok formájában állt fenn. Két irányzatot nevez meg, mindkettő Théodore Dézamy ideológiai befolyása alatt áll, materialista: az egyik az 1840-ben alakult „Travailleurs égalitaires” (Egyenlőségpárti munkások) titkos társasága, illetve a másik az 1841-ben, a „L’Humanitaire” c. újság körül létrejött humanitáriusok titkos társasága. Ezek csak rövid ideig léteztek, s a későbbiekben Étienne Cabet „ikáriai kommunizmus”-a terjedt el.
A francia kommunistákat érő kritikák közül elsőként említi a kormány erőszakos megdöntésére irányuló titkos szervezkedés formáját, amely „szükségtelen törvényes üldözésnek teszi ki” ezen szervezeteket. Gyakori kérdés feléjük, hogy miért nem létesítenek kommunisztikus telepeket, mint az angolok? Engels:
„Erre az a válaszom, hogy nem mernek. Ha megtennék, első kísérletüket katonák vernék le. De még ha meg is tűrnének egy ilyen kísérletet, semmi hasznuk sem volna belőle. A „Harmónia”-telepet én mindig csak kísérletnek tekintettem, amelynek az a célja, hogy bebizonyítsa Owen úr terveinek gyakorlati megvalósíthatóságát, s kedvezőbb színben tüntesse fel a közvélemény előtt a társadalmi bajok orvoslására irányuló szocialista terveket. Nos, ha ez így van, akkor egy ilyen kísérletnek Franciaországban semmi haszna. Ne azt mutassátok meg a franciáknak, hogy terveitek praktikusak, mert erre csak hidegség és közömbösség lesz a válaszuk. Azt mutassátok meg nekik, hogy kommunisztikus telepeitek nem fogják az emberiséget egy „vaskezű önkény” igájába hajtani, ahogy a chartista Bairstow úr mondta legutóbb, Watts úrral vitázva. Azt mutassátok meg nekik, hogy a valódi szabadság és a valódi egyenlőség csakis kommunista berendezkedés esetén lehetséges, mutassátok meg, hogy az igazságosság követeli az ilyen berendezkedést, s akkor egytől egyig mellétek fognak állni.”
Engels megállapítja, hogy Cabet kommunizmusa fejlettebb formát képvisel a korábbiaknál, mivel magába olvasztotta, ami észszerűt talált Saint-Simon és Fourier tanaiban. Felhívja továbbá a figyelmet egy érdekes ellentmondásra: míg az angliai vallásos társadalmi környezet általában ateista szocializmust hozott létre, addig a hitetlenségükről híres franciák kommunizmusa nagyrészt keresztény.
Engels ezen írásában Proudhont lelkes elismeréssel illeti, itt még nyoma sincs a későbbi csípős bírálatoknak:
„Franciaország kiváló elméinek legtöbbje üdvözölte a kommunizmus megszületését; a metafizikus Pierre Leroux, George Sand írónő, neme jogainak bátor védelmezője; Lamennais abbé, az »Egy hívő szavai« szerzője és még sokan mások többé-kevésbé hajlanak a kommunista tanok felé. De a legjelentősebb író ezen a területen Proudhon, egy fiatalember, aki két vagy három éve tette közzé »Mi a tulajdon?« (»Qu’est-ce que la propriété?«) című munkáját, amelyben ezt a választ adta: »La propriété c'est le vol«, a tulajdon lopás. Ez a legfilozofikusabb mű, amelyet kommunista francia nyelven írt; s ha egy francia könyvet szeretnék angolra lefordítva látni, ez az. A magántulajdon jogát, ez intézmény következményeit – a konkurenciát, az erkölcstelenséget, a nyomort – a szerző olyan szellemi erővel, igazi tudományos kutatás alapján fejti ki, amilyent soha nem láttam még egyetlen kötetben egyesítve. Amellett nagyon fontos megjegyzéseket tesz a kormányzatra; miután kimutatja, hogy a kormányzat minden fajtája, mindegy, hogy demokráciáról, arisztokráciáról vagy monarchiáról van-e szó, egyaránt kifogásolható, hogy uralkodik, s hogy a legjobb esetben a többség ereje nyomja el a kisebbség gyengeségét, végül erre a következtetésre jut: »l’anarchie!« – anarchiát akarunk: senki se uralkodjék, mindenki csak magának tartozzék felelősséggel.”
Engels közzé tesz egy becslést, mely szerint a francia ikáriai kommunisták száma félmillió, s megemlíti újságjaikat, a Cabet által szerkesztett havilapot, a „Populair”-t. és a Pierre Leroux kiadásában megjelenő, filozófiai jellegű „Revue indépendante”-t.

### Németország és Svájc
Németország tekintetében vázolja a történelmi előzményeket a reformációig visszamenőleg. Luther és főleg Thomas Münzer tevékenységére tér ki, utóbbinak a politikai követelései közül kiemeli a tulajdonközösséget és a társadalmi egyenlőséget, amelyek a vallási köntös ellenére megtartották maradandó racionális tartalmukat.
Több évszázados szünet után Wilhelm Weitling működéséhez kapcsolódik a német kommunizmus. Kiemeli a német munkásosztály kézműves jellegét, az ezzel járó vándorlást, amely egyúttal látókörük kiszélesedésével jár. Ennek következtében a kommunista eszmék legfőképp francia hatásra gyökereztek meg a német munkások soraiban. Weitling tevékenységét viszonylag részletesen ismerteti, melyből kiviláglik iránta megnyilvánuló lelkesedése, amely annak is köszönhető, hogy 1842 decemberében olvasta fő művét, „A harmónia és szabadság garanciái”-t:
„Ez az ember, akit a német kommunizmus alapítójának tekinthetünk, néhány éves párizsi tartózkodás után Svájcba ment, és, miközben egy genfi szabóműhelyben dolgozott, munkástársai között hirdette új hitvallását. Kommunista szövetségeket alapított a Genfi-tó svájci partján fekvő összes városokban és helységekben, s az ott dolgozó németek legtöbbjét megnyerte nézeteinek. Miután így előkészítette a közvéleményt, folyóiratot indított, a »Die junge Generation«-t, hogy kiterjessze agitációs tevékenységét az országban. Ez a lap, amelyet egy munkás írt csak munkásoknak, már kezdettől fölötte állt a legtöbb francia kommunista kiadványnak, még Cabet apó »Populaire«-jének is. A folyóiratból látszik, szerkesztője keményen dolgozott, hogy megszerezze azokat a történelmi és politikai ismereteket, amelyeket egy közíró nem nélkülözhet, s amelyeket hiányos nevelése nem adott meg neki. Látszik belőle az is, hogy Weitling állandó erőfeszítéssel próbálta a társadalomra vonatkozó különféle eszméit és gondolatait egy zárt kommunista rendszerré egyesíteni. A »Die junge Generation« 1841-ben jelent meg először; a következő esztendőben Weitling közzétette »A harmónia és szabadság garanciái« című munkáját, amelyben bírálja a régi társadalmi rendszert és megrajzolja egy újnak a körvonalait. Egyszer talán közölni fogok néhány részt ebből a könyvből.”
Weitling ekkori tevékenységének legfontosabb vonulata egy kommunista párt szervezése volt Észak-Svájc városaiban, ahol olyan sikereket ért el, hogy a hatóságok 1843 júniusában letartóztatták, írásait és könyvét még a megjelenés előtt lefoglalták.
„A köztársaság kormánya bizottságot jelölt ki, hogy vizsgálja meg az ügyet és terjesszen jelentést a népképviseleti szerv, a Nagytanács elé. Ez a jelentés néhány hónapja megjelent nyomtatásban. Kitűnik belőle, hogy igen sok, többnyire német munkásokból álló kommunista szövetség működött Svájc minden részében; hogy a párt vezetőjének Weitlinget tekintették, aki időről időre jelentéseket kapott a mozgalom előrehaladásáról; hogy Weitling levelezett a Párizsban és Londonban élő németek hasonló szövetségeivel, és hogy ezek a lakhelyüket igen gyakran változtató emberekből álló szövetségek egytől egyig e »veszedelmes és utópikus tanok« iskolái voltak, amelyek régebbi tagjaikat elküldték Németországba, Magyarországra és Itáliába, s amelyek szellemükkel átitattak minden munkást, aki a közelükbe került. A jelentést egy arisztokratikus és fanatikusan keresztény felfogású ember, dr. Bluntschli állította össze, s ezért az egész inkább elfogult vádaskodásra, mint nyugodt hangú, hivatalos jelentésre emlékeztet. A kommunizmust úgy tünteti fel, mint rendkívül veszedelmes, minden fennálló rendet felforgató és a társadalom valamennyi megszentelt kötelékét széttépő tant. A jámbor doktor egyébként nem talál elég erős szavakat azon elvetemült istenkáromlás megbélyegzésére, amelyet e gyalázatos és tudatlan emberek követnek el akkor, amikor a Szentírásból vett idézetekkel próbálják igazolni bűnös és forradalmi tanaikat. Weitling és pártja ebben a vonatkozásban nem különbözik a francia ikáriaiaktól, s azt állítja, hogy a kereszténység az a kommunizmus.”
Végül kitér a filozófusok körében kialakult kommunista elméletre, melynek maga is tagja. Hivatkozik a Németországban lezajlott filozófiai forradalomra, melynek csúcspontját Hegel rendszere jelentette. Kezdetben az ifjúhegeliánusok nem voltak tisztában azzal, hogy Hegel filozófiájának következetes végigvitele, illetve kritikája ateizmushoz vezet, sőt Feuerbach nyomán materializmushoz. A mozgalom kezdeti dinamikája az állam képviselőinek körében zavarodottságot okozott, s évek teltek el, mire rengeteg röplap, újság, folyóirat, tudományos értekezés betiltásával felléptek ellene. Az ifjúhegelianizmus ekkor irányzatokra szakadt, s a radikálisok társadalompolitikailag is megfogalmazták tételeiket:
„A párt néhány tagja már 1842 őszén arra a megállapításra jutott, hogy egy politikai változás nem elegendő, s kijelentette, hogy véleménye szerint a tulajdon közösségén alapuló társadalmi forradalom az egyetlen olyan állapota az emberiségnek, amely megfelel absztrakt elveiknek. De éppen a párt vezérei, mint például dr. Bruno Bauer, dr. Feuerbach és dr. Ruge nem voltak akkor még elkészülve erre a döntő lépésre. A párt politikai lapja, a »Rheinische Zeitung«, közölt néhány cikket a kommunizmus védelmében, de a kívánt hatás nélkül. Mindazonáltal a kommunizmus olyan szükségszerű következménye volt az újhegeliánus filozófiának, hogy semmiféle ellenállás nem fojthatta el, és a mozgalom kezdeményezői megelégedéssel láthatták ebben az évben, hogy a republikánusok egymás után csatlakoznak hozzájuk. Dr. Hessen, a jelenleg betiltott »Rheinische Zeitung« egyik szerkesztőjén kívül, aki ténylegesen elsőként lett kommunista ebből a pártból, ma már vannak sokan mások is; például dr. Ruge, az ifjúhegeliánusok tudományos folyóiratának, a német szövetségi gyűlés határozata nyomán betiltott »Deutsche Jahrbücher«-nek szerkesztője; dr. Marx, a »Rheinische Zeitung« egy másik szerkesztője; Georg Herwegh, a költő, akinek a porosz királyhoz intézett levelét a múlt télen az angol lapok legtöbbje leközölte stb.; s reméljük, hogy idővel a republikánus párt többi tagja is átjön majd hozzánk.”
Engels nagyon optimista azzal kapcsolatban, hogy a német értelmiség és kispolgárság körében a filozófiai kommunizmus sikereket fog elérni. Állítása szerint ez a mozgalom gyorsan túllépett kezdeti tanítóin, a franciákon, de a gyakorlati kérdésekben előttük járó angoloktól még sokat kell tanulniuk.

## Jelentősége
Az írás betekintést nyújt abba, hogy Engels nézeteinek fejlődése a kommunizmus általános kérdéseiben, irányzatainak megismerésében, megítélésében milyen szintet ért el, illetve Angliában az elsők között tudósít a kontinensen fellépő irányzatokról. A mű jelentősége egy tudományos következtetés, mely szerint a kommunizmus eszmekörének és társadalmi mozgalmának kialakulása nem esetleges, hanem szükségszerű történelmi folyamat, mivel Angliában, Franciaországban és Németországban illetve Svájcban egymástól függetlenül, az egyes országok sajátszerű fejlődési folyamatának eredményeként jutottak el hozzá.

## Külső hivatkozások
- Friedrich Engels: Fortschritte der Sozialreform auf dem Kontinent (német nyelven). www.mlwerke.de, 1843. október 23. (Hozzáférés: 2012. szeptember 8.)
- Friedrich Engels: Progress of Social Reform On the Continent (angol nyelven). MIA, 1843. október 23. [2016. március 5-i dátummal az eredetiből archiválva]. (Hozzáférés: 2012. augusztus 27.)